# Indipendentismo catalano

Bandiera dell'Indipendentismo catalano.

L'indipendentismo catalano (in catalano: independentisme català) è una corrente sociale, culturale e politica che propugna l'indipendenza della Catalogna come Stato sovrano e, più in generale, dei paesi catalani. Tale idea ha radici sin dal XIV secolo a seguito della costituzione della Generalitat della Catalunya, e rafforzata dalle concessioni regali nel XVII sec., ma come "corrente" in senso moderno trova il suo archetipo ispiratore solo in tempi più recenti, nel cosiddetto "catalanismo", movimento sorto e sviluppatosi tra fine '800 e primi '900 che fa leva sulle peculiarità della storia della Catalogna, della sua lingua, della sua cultura e, non ultimo, del suo peso economico, e di cui il moderno indipendentismo è la rielaborazione culturale e politica.
Il catalanismo ottocentesco trovò eco e qualche simpatia nella coeva letteratura romanzesca italiana, influenzata dai valori indipendentisti del Risorgimento, che contribuì ad alimentare il mito del Catalano coraggioso ribelle, insofferente ad un Regno che obtorto collo serviva in armi.
Per quanto riguarda la collocazione politica internazionale in rapporto all'Unione europea, il fronte indipendentista si attesta in maggioranza su posizioni favorevoli all'adesione all'Unione: fa eccezione una componente minoritaria ma significativa, il partito di sinistra Candidatura di Unità Popolare, che esprime istanze di netto antieuropeismo e anti-atlantismo, in relazione alle quali la realizzazione dell'aspirazione separatista si colloca in una prospettiva che veda l'uscita dall'Unione europea, la defezione dalla NATO, e la statalizzazione di ampi settori dell'economia e della finanza.
Il simbolo del movimento è la bandiera chiamata estelada, sia nella versione col triangolo blu e stella bianca sia nella versione col triangolo giallo e stella rossa, quest'ultima di stampo socialista.

## Storia

### Medioevo ed età moderna
La consapevolezza di una peculiarità, rispetto alle altre regioni iberiche, all'interno della storia della Spagna, trae origine da circostanze storiche particolari che, in principio, hanno visto il formarsi della confederazione aragonese-catalana (ciò che gli storici chiamano Corona d'Aragona), a cui ha fatto seguito, nel XIV secolo, il costituirsi della Generalitat de Catalunya. Nella temperie dei rivolgimenti economici e mercantili innescati dalla scoperta europea delle Americhe, la Catalogna si trovò a soffrire le difficoltà economiche dovute allo spostarsi del baricentro dei commerci verso le Americhe (dalle cui rotte la Catalogna era stata esclusa in favore della Castiglia) e il chiudersi degli spazi di manovra mercantili nel bacino mediterraneo, a causa dell'espansione ottomana: queste difficoltà alimentarono sentimenti anti-castigliani e separatisti che spinsero alla scelta politica di appoggiare la Francia contro Filippo IV di Spagna, rivoltandosi contro il re ma perdendo i propri privilegi autonomistici proprio per mano francese. In seguito, appoggiarono l'arciduca Carlo VI d'Asburgo, Arciduca d'Austria, nella contesa che lo oppose a Filippo V di Spagna durante la guerra di successione spagnola.
Nel XVIII secolo, un nuovo impulso alle tendenze autonomiste e separatiste si deve alle concessioni fatte da Carlo III di Spagna che ripristinò buone parte delle prerogative di autonomia sottratte dall'egemonia francese dopo la sollevazione del 1640 e riammise la Catalogna anche ai commerci verso il Nuovo Mondo.

### Epoca contemporanea
Le peculiari circostanze storiche saranno il terreno tradizionale su cui, secoli più tardi, tra fine '800 e i primi '900, si svolgerà l'elaborazione culturale che porterà al sorgere del movimento del cosiddetto catalanismo.
Durante l'epoca della dittatura franchista, la Catalogna pagò per l'appoggio dato alla fazione repubblicana durante la guerra civile spagnola, subendo la perdita di ogni forma di autonomia.
Il processo di transizione democratica (apertosi con la morte di Francisco Franco nel 1975) vide l'adozione della costituzione democratica del 1978, approvata con il referendum del 1978, in cui la Catalogna si pronunciò favorevole a grandissima maggioranza (90,46%), perfino superiore al consenso medio dell'intero Paese (87,78%). La nuova costituzione democratica disegnava un avanzatissimo status di autogoverno per le comunità autonome: per quanto riguarda la Catalogna, vi fu la reviviscenza della Generalitat de Catalunya. Il nuovo regime di autogoverno riconosciuto alla regione, entrato in vigore a gennaio 1980, era stato anche sottoposto al vaglio popolare tramite indizione di un referendum nell'ottobre 1979.
Ulteriori ampliamenti dei margini di autonomia della Generalitat si sono avuti nel 2006 con il nuovo statuto d'autonomia, con attribuzioni di maggiori poteri e prerogative sia in materia di autonomia fiscale, sia in ambito giudiziario e amministrativo Alla Generalitat è riconosciuta la prerogativa di partecipare, tramite un proprio rappresentante, ai vertici dell'Unione europea che vertono su materie che possano toccare gli interessi regionali. Ulteriore autonomia è stata ottenuta nel corso degli anni anche da trasferimenti di altre competenze da parte del governo centrale, trasferimenti non ancora conclusi, sebbene essi siano spesso oggetto di polemiche in quanto si ritiene che vengano concessi per ragioni di opportunismo politico.
Nonostante il maggior grado di autonomia raggiunto con il nuovo statuto, per iniziativa del Partito Popolare guidato da Mariano Rajoy, nel luglio 2006 viene presentato ricorso al Tribunale Costituzionale spagnolo definendo il testo dello statuto una minaccia all'unità dello Stato spagnolo. Nel 2010 il Tribunale Costituzionale Spagnolo dichiarò l’incostituzionalità di diversi articoli del nuovo statuto, tra cui quello in cui la Catalogna veniva definita una “nazione” e negando l'uso della lingua catalana come prima lingua nelle amministrazioni catalane e sui mezzi di comunicazione dando avvio, secondo molti osservatori, ai movimenti indipendentisti degli anni successivi.

#### La reviviscenza negli anni 2010

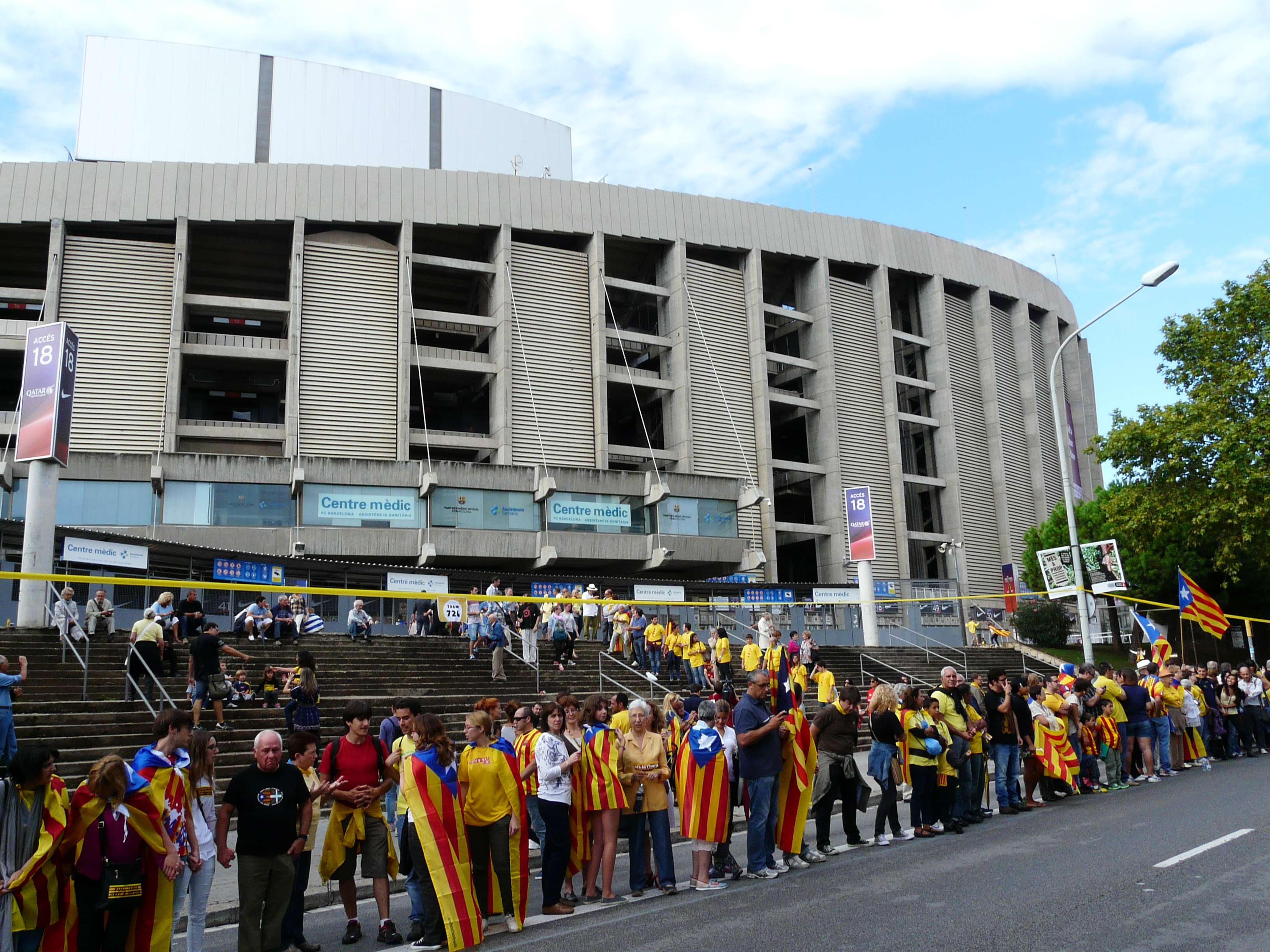
La manifestazione della c.d. Via Catalana (il tratto 724, che attraversava il Camp Nou).

I fermenti indipendentisti hanno ripreso forza all'approssimarsi del secondo decennio del XXI secolo. Il 10 luglio 2010 si è svolta nella città di Barcellona una manifestazione per l'autonomia catalana, seguita da un'altra manifestazione svoltasi l'11 settembre 2012.
L'11 settembre 2013 diverse organizzazioni della società civile catalana organizzarono una catena umana, chiamata Via Catalana, lunga più di 400 km, con una partecipazione stimata di 1,6 milioni di cittadini, attraverso 86 comuni della Catalogna.

### I vari referendum

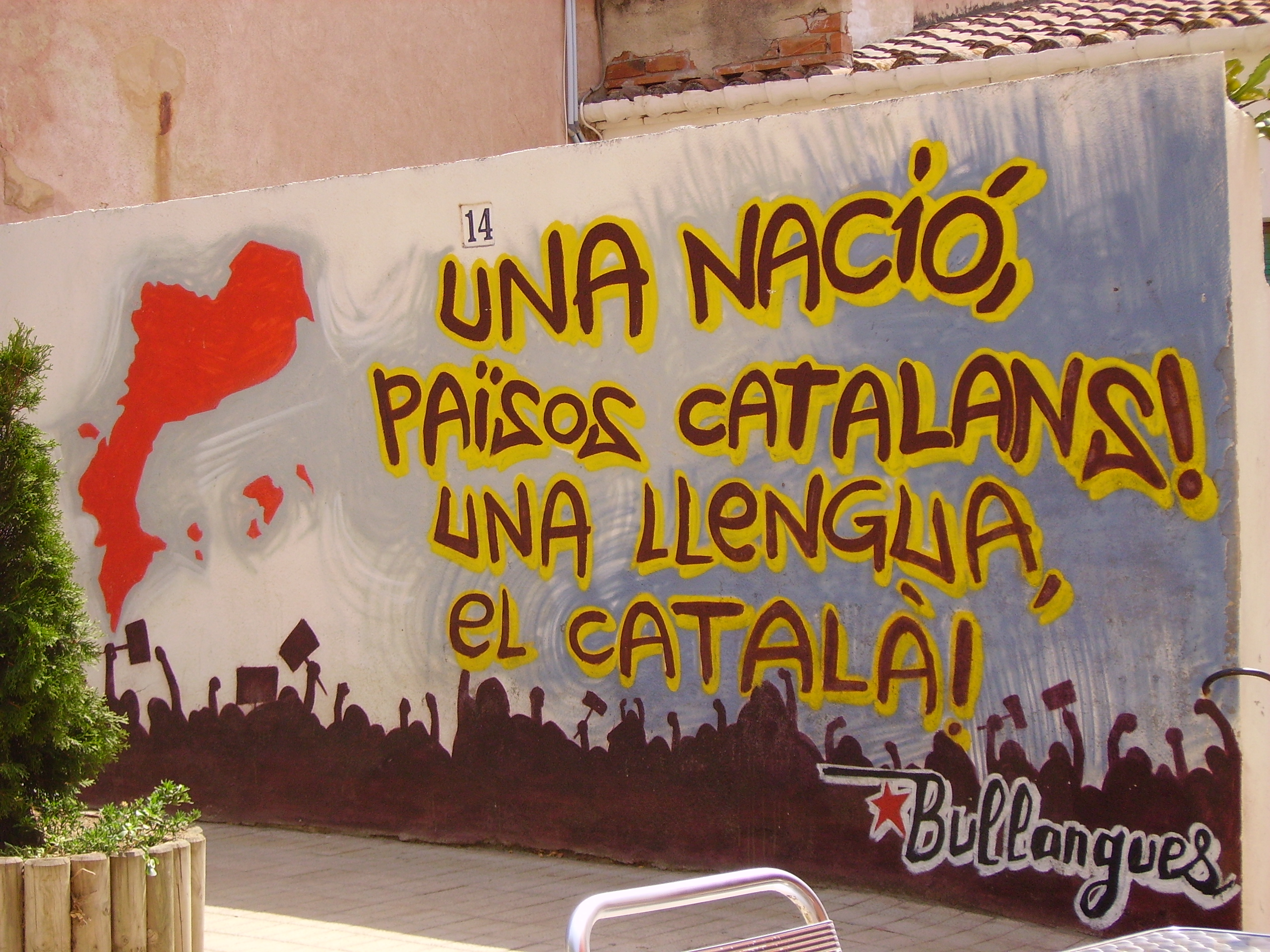
Murales a Vilassar de Mar che recita: "Una nazione, i Paesi catalani! Una lingua, il catalano!"

#### Il mancato referendum del 2014
Il referendum per l'autodeterminazione della Catalogna è stato un progetto di una consultazione popolare che avrebbe dovuto tenersi, in modo ufficiale, il 9 novembre 2014. Tuttavia, il 25 marzo dello stesso anno il Tribunale costituzionale della Spagna ne ha dichiarato l'illegittimità; in un primo momento, il governo catalano ha comunicato che la consultazione si sarebbe tenuta lo stesso ma, l'8 aprile, il parlamento spagnolo ha definitivamente rigettato la richiesta referendaria, nonostante il 23 aprile il presidente della Catalogna continuasse a dare per probabile la chiamata alle urne per il 9 novembre.

Una votazione si tenne effettivamente alla data prevista; non avendo valore legale, la consultazione ebbe solo un valore simbolico. L'80,72% dei votanti si espresse per la piena indipendenza, con una partecipazione al voto del 35,9% degli aventi diritto.

#### Il referendum del 2017
Il 9 giugno 2017, il Presidente della Generalitat de Catalunya, Carles Puigdemont, ha annunciato l'intenzione di indire per ottobre dello stesso anno un secondo referendum sull'indipendenza della Catalogna, stavolta di natura vincolante.
Il 6 settembre 2017 il Parlamento catalano ha approvato la legge che indice, per il successivo 1º ottobre, un referendum con valore vincolante sull'indipendenza della Catalogna in forma di repubblica.
Il governo spagnolo, forte delle sentenze del Tribunale costituzionale in tal senso, ha ripetutamente dichiarato di considerare tale consultazione illegale, in quanto in violazione dell'articolo 2 della Costituzione spagnola che sancisce l'unità indissolubile dello Stato.
Il referendum si è comunque svolto il 1º ottobre 2017 in un clima di forte contrapposizione.
I votanti secondo i dati diffusi dalla Generalitat de Catalunya sono stati 2.286.217 (43,2%)  oltre a più di 770.000 schede sequestrate dalla polizia.
I risultati: i SÍ sono stati 2.044.038 (90,2% dei voti), i NO 177.547 (7,8%), mentre le schede bianche 44.913 (2%). Il governo centrale spagnolo ha negato ogni validità alla consultazione.

### Conflitto istituzionale (2017-2019)
La celebrazione del referendum ha innescato un conflitto istituzionale di vaste proporzioni tra il governo catalano e quello nazionale.
La maggioranza indipendentista del Parlamento regionale catalano ha inizialmente sottoscritto il 10 ottobre 2017 una dichiarazione dei rappresentanti della Catalogna, un testo esclusivamente politico e senza applicazione effettiva, che dichiara la costituzione della repubblica catalana come Stato indipendente e sovrano.
Il 27 ottobre successivo il Parlamento catalano ha approvato a scrutinio segreto la nascita di una repubblica catalana "come Stato indipendente, sovrano, democratico". Alla votazione non hanno partecipato i rappresentanti di PP, PSC e Ciutadans. La dichiarazione di indipendenza è stata approvata con 70 voti favorevoli, 10 contrari e 2 schede bianche.
Da parte sua il governo nazionale aveva attivato fin dal 21 ottobre la procedura per l'applicazione dell'art. 155 della Costituzione spagnola allo scopo dichiarato di esautorare il governo catalano e procedere a nuove elezioni regionali. Il 27 ottobre, dopo la dichiarazione d'indipendenza catalana, il Senato spagnolo ha approvato l'applicazione dell'art. 155 con il conseguente commissariamento della regione, e ha indetto nuove elezioni nella comunità autonoma per il 21 dicembre 2017.
Il 2 novembre 2017 la procura spagnola emette un mandato d'arresto per Carles Puigdemont, nel frattempo "auto-esiliatosi" in Belgio, da dove dichiara di non avere intenzione di rientrare in Spagna senza la garanzia di un giusto processo. Vengono poi arrestati otto ex consiglieri, tra cui il vicepresidente destituito Junqueras.

Il 21 dicembre 2017, in seguito alle nuove elezioni regionali per il Parlamento catalano, Junts per Catalunya, ERC e CUP hanno raggiunto la maggioranza assoluta di seggi (70 seggi su 135) ma non di voti (47,6%); il partito unionista Ciudadanos è risultato il primo partito, con 37 seggi.
Il 14 febbraio 2021, nelle elezioni anticipate per il Parlamento regionale, l'insieme dei partiti indipendentisti raggiunge il maggior numero di seggi in parlamento (74 su 135) e di voti in percentuale (50,9%, arrivando per la prima volta alla maggioranza assoluta dei votanti) della storia spagnola post-franchista.